# Maransart
Maransart (en wallon Maransåt) est une section de la commune belge de Lasne située en Région wallonne dans la province du Brabant wallon.
C'était une commune à part entière avant la fusion des communes de 1977.

## Démographie
- Sources : INS. Rem. : 1831 jusqu'en 1970 = recensements, 1976 = nombre d'habitants au 31 décembre.